# Vojtěch Škrabal
Vojtěch Škrabal (17. května 1961 Zlín – 22. února 2022 Kroměříž) byl český politik a lékař – ortoped, v letech 2014 až 2018 zastupitel města Kroměříže.

## Život
Narodil se do rodiny středoškolského učitele a bankovní úřednice. Mládí prožil ve městě Napajedla na Zlínsku, vystudoval gymnázium v Uherském Hradišti. Následně absolvoval všeobecné lékařství na Lékařské fakultě tehdejší Univerzity Jana Evangelisty Purkyně v Brně (dnes Masarykova univerzita) (promoval v roce 1985 a získal titul MUDr.). Absolvoval několik zahraničních stáží, mezi které patřila tříměsíční stáž v Nizozemsku a další kratší pobyty v Německu a Švýcarsku.
Svou profesní dráhu započal na pozici lékaře ortopedického oddělení nemocnice v Uherském Hradišti. Po necelých deseti letech přešel na ortopedii v Kroměříži, kde pomohl při zakládání nově vznikajícího ortopedického oddělení, na němž od roku 1996 pracoval jako zástupce primáře. Současně provozoval i privátní ortopedickou ambulanci v Holešově.
Vojtěch Škrabal žil v Kroměříži, konkrétně v části Kotojedy. S manželkou Janou se vzali v roce 1986, měli spolu syna Vojtěcha a dceru Janu. Mezi jeho záliby patřila muzika (hlavně cimbálová) a cestování. Hovořil anglicky, rusky a domluvil se i německy.
Zemřel 22. února 2022 na rakovinu plic.

## Politické působení
Do komunální politiky vstoupil, když byl v komunálních volbách v roce 2014 zvolen jako nestraník za hnutí ZVUK 12 na kandidátce subjektu Koalice KDU-ČSL, ZVUK 12 a nezávislí zastupitelem města Kroměříže. Na kandidátce byl původně na 10. místě, vlivem preferenčních hlasů však skončil třetí. Byl členem komise pro zdravotní a sociální otázky.
Za hnutí ZVUK 12 kandidoval také jako nestraník ve Zlínském kraji v krajských volbách v roce 2012, ale neuspěl. Ve volbách do Senátu PČR v roce 2016 kandidoval za hnutí STAN v obvodu č. 76 – Kroměříž. Se ziskem 11,31 % hlasů skončil na 6. místě a do druhého kola nepostoupil.

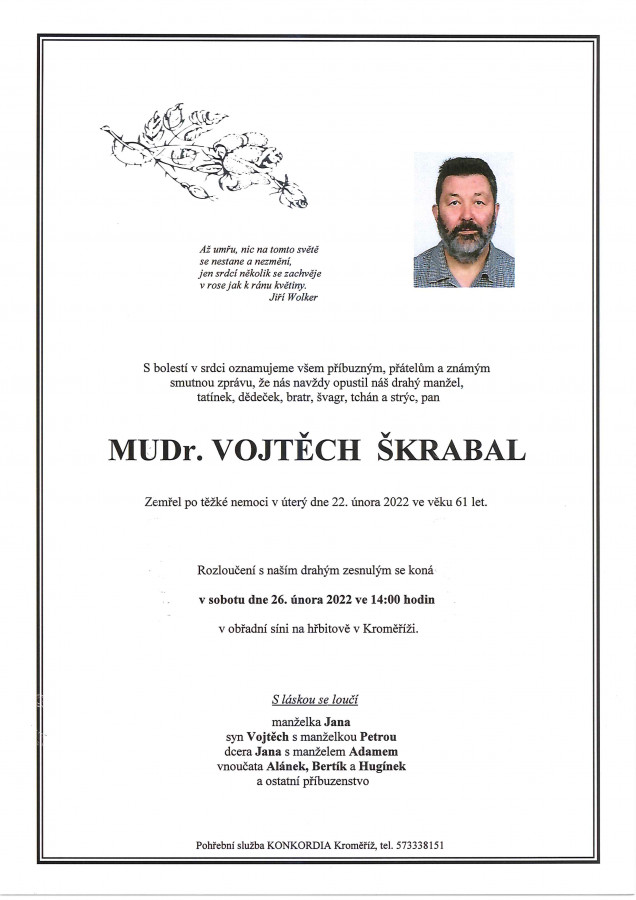
Parte Vojtěcha Škrabala